# GameTrailers
GameTrailers（ゲームトレーラーズ、GameTrailers.com）は、米国のゲーム専門ウェブサイトである｡

## 概要
TVゲームのトレーラー (PV) やプレイ動画の配信をHD画質960x540とSD画質480x360の2種類で行っている。SDのみの場合も多い。
一般ユーザも動画のアップロードやフォーラムへの参加が可能。「ファクション」というサークルのような団体を構成して、趣味や関心を同じくするユーザと交流することができる。
GTD (Game Trailers Dollar) という仮想通貨を使っている。投稿数､動画の閲覧回数、投稿動画の再生数によってGTDが貯まり、GT上の仮想アイテムや実物商品を購入することができる。ただし、数ヶ月間に渡って活発に発言や投稿を繰り返して、ようやくゲーム1本が手に入るという程度である。
ユーザがコア層であるため任天堂に批判的で、プレイステーション3とXbox 360については､米国での普及台数が多いこともあり、中立よりはやや360寄りの立場をとる。IGNやGamasutraのように日本通の記者はいない。GT自身の記事や発信は比較的少なく、公式PVやユーザ投稿を基軸的コンテンツとする。
WiiやDSへの関心は非常に薄い。Xbox 360の北米における普及台数はPS3の2倍程度であるにも関わらず、PS3のスレッド数・発言数が共にXbox 360の2倍程度である。「国籍はどこか」というスレッドが過去に何度も立てられているが、ユーザの半数程度が非アメリカ人である。

## 歴史
2005年に創始､2005年11月にMTV Networkにより買収され傘下に｡